# Incendio de Iron Mountain en Buenos Aires (2014)
El incendio y consecuente derrumbe de un depósito de Iron Mountain fue un siniestro sucedido en la Ciudad de Buenos Aires (barrio de Barracas) el día miércoles 5 de febrero de 2014 a las 09:15 a. m. donde diez personas murieron, entre bomberos y rescatistas, mientras que otras siete resultaron gravemente heridas. En febrero de 2015, autoridades judiciales confirmaron que el incendio fue intencional.

## Desarrollo
El incendio y posterior derrumbe de las cuatro paredes del edificio de depósito de archivos bancarios de la empresa Iron Mountain ubicado en Azara al 1245, se registró a las 8:30 a. m. La empresa Iron Mountain llegó a Argentina en el año 2000, tiene oficinas en la avenida Amancio Alcorta, en el barrio Parque de los Patricios, y también dependencias en los distritos de La Boca, Lugano y en un depósito en Barracas, que es la que se incendió ese día.
Los bomberos de la Policía Federal Argentina y los Bomberos Voluntarios de La Boca, Vuelta de Rocha, San Telmo y Puerto Madero acudieron ante la alarma de incendio para extinguir el fuego. Defensa Civil, agentes de la Policía Federal Argentina, la Policía Metropolitana y la Prefectura Naval Argentina también acudieron a la escena, colaborando en la remoción de escombros y en las tareas de rescate de las personas que quedaron atrapadas por el derrumbe debido a las altas temperaturas provocadas por las llamas. El episodio dejó un saldo de siete bomberos y dos agentes de Defensa Civil muertos.
Se ubicó a los empleados a cargo del sistema antiincendios de la empresa bajo los escombros. Siete heridos graves fueron trasladados a distintos hospitales de la Capital Federal. Entre ellos, había un bombero voluntario que fue operado por fracturas expuestas y estaba fuera de peligro, un hombre que fue dado de alta en el Hospital Ramos Mejía, dos ingresados en el Hospital Penna que no corrieron riesgo de muerte y tres internados en el Hospital Argerich.
No fue la primera vez que un depósito de Iron Mountain en el mundo sufrió un desastre de esta naturaleza. Sucedió en otros cuatro depósitos de Estados Unidos, el Reino Unido, Canadá e Italia. «Estamos profundamente acongojados por la muerte de los valientes socorristas que de forma inmediata lucharon para salvar a nuestro personal e instalaciones», afirmó la empresa sobre el caso de Barracas.
El 24 de abril del 2023 volvió a incendiarse el depósito donde funcionaba Iron Mountain en Barracas. El edificio estaba cerrado, con llamas que alcanzaron una extensión de 60 por 20 metros Asimismo, el 12 de abril del 2023, la jueza Fabiana Palmaghini envió a juicio oral y público la causa en la que se investiga el incendio de 2014. El expediente tiene imputadas a 18 personas entre las que figuran directivos de la empresa y exfuncionarios de la Dirección General de Fiscalización y Control del gobierno porteño, como así también un empleado de seguridad de Iron Mountain que estaba en funciones cuando se inició el incendio.
El depósito nunca dejó de funcionar porque contaba con habilitación de la Agencia Gubernamental de Control (AGC). Las causas del incendio del 24 de abril del 2023 aun son desconocidas y tampoco se sabe si su origen fue accidental o intencional. Diferentes medios periodísticos destacaron que directorio de Iron Mountain está integrado por dos hombres cercanos al entonces jefe de Gobierno porteño Macri encargados de instalar empresas en el sur porteño. Su titular es Ricardo García que formó, junto con la Sociedad Macri (SOCMA) una sociedad dedicada a digitalizar partidas de nacimiento que desembocaron en un escándalo por coimas en Alemania.
El depósito tenía cortados la luz y el gas, a pesar de esto, el incendio se inició lo mismo, por lo cual aumentaron las sospechas de los peritos de que el incendio del 24 de abril del 2023 habría sido intencional

### Polémicas
En 2015 pericias judiciales determinaron que el incendio del edificio en Barracas pudo haber sido intencional. El secretario de seguridad Sergio Berni remarcó que: «La empresa tuvo siniestros similares en otros depósitos del mundo, con la sospecha de que fueron intencionales. Uno tiene que ser prudente, no puede confirmar ni descartar nada, pero hay antecedentes». En febrero de 2014, pocos días después del incendio, la presidenta Cristina Fernández de Kirchner se reunió en forma «privada y a puertas cerradas» con familiares de las diez víctimas del incendio en el depósito de Iron Mountain. Los padres del bombero Maximiliano Martínez  revelaron que «Cristina sabía que el incendio fue provocado».
En 2008 la Dirección General de Protección del Trabajo había impulsado dos inspecciones, que derivaron en la clausura del depósito. El Inspector de la Subsecretaría de Trabajo reveló que su superior, el gerente operativo de inspección de la ciudad, no hizo actuaciones sobre dos empresas por orden del jefe de Gobierno porteño Mauricio Macri que pidió que no se realizaran controles sobre la empresa y se levantaran las clausuras.
El inspector de Trabajo porteño, Edgardo Castro, denunció años antes del derrumbe fallas en los controles por parte del gobierno de Mauricio Macri a la empresa Iron Mountain. En el mismo sentido el gerente operativo de inspecciones del gobierno porteño, Fernando Cohen, admitió en una cámara oculta difundida por el canal informativo C5N, que el jefe de Gobierno, Mauricio Macri, hablaba por teléfono con funcionarios e inspectores para frenar clausuras que pretendían realizar a comercios y establecimientos, propiedad de amigos del Jefe comunal.

## Pericias judiciales
En 2015 la justicia argentina determinó que existía un plan para incinerar todo el depósito, y promover la desaparición de documentos sensibles de 600 empresas de primer nivel. Entre los papeles desaparecidos hay nombres y documentos del ministro de Desarrollo Económico porteño, Francisco Adolfo Cabrera, exgerente del grupo La Nación y del Banco HSBC, la entidad financiera que perdió en el fuego más de 25 mil cajas que llevaban el rotulo de "lavado de dinero". Muchos de esos documentos, junto con otras pruebas, están siendo investigados por la Unidad de Información Financiera (UIF). Además del ministro de desarrollo porteño, otro alto funcionario de PRO se encuentra relacionado con Iron Mountain, Carlos Pirovano, subsecretario de Inversiones de la Ciudad y ex de Cabrera en HSBC, antes de que ambos desembarcaran en la gestión PRO.
Dos años después de la ampliación de la Ley 2972 la empresa fue beneficiada por la gestión de Mauricio Macri con exenciones ficales por 5 millones de pesos, en ingresos brutos y ABL, además de ganar otro millón de pesos en otra licitación directa.

## Presunto lavado de dinero
En mayo del 2014, a cuatro meses del siniestro, la Administración Federal de Ingresos Públicos (AFIP), allanó distintos locales y oficinas de Iron Mountain en una investigación por lavado de dinero. La AFIP detectó maniobras financieras sospechosas de la compañía por 17,8 millones de dólares entre 2007 y 2014. En 2015 el fisco nacional denunció al HSBC, una de las firmas con más archivos quemados en Iron Mountain, por facilitar la evasión impositiva de 4040 cuentas de argentinos sin declarar en su sucursal de Ginebra.

## Implicancias judiciales
Los peritajes de la Policía Federal concluyeron que el incendio acaecido en febrero de 2014 en el depósito de Iron Mountain en Barracas, donde perdieron la vida 10 bomberos y se destruyó información sensible de bancos y empresas financieras formalmente sospechadas de lavado de dinero, fue intencional.
La intencionalidad confirmada por la justicia respecto del inicio del fuego en el depósito de Iron Mountain, dejó abierta una investigación sobre las razones que llevaron a cometer el siniestro. Desde la Unidad de Información Financiera (UIF), entregaron a la justicia y a la Fiscalía 37 material que sustenta un presunto acuerdo entre Iron Mountain y sus clientes para eliminar evidencias de potenciales delitos de carácter económico.  En el caso del BNP y el JP Morgan se encontraron cajas con el rótulo lavado de dinero y material de cuentas off shore. Además de datos de fideicomisos de Cablevisión,  del Grupo Clarín, y también está investigada Sideco, la empresa de Franco Macri, padre del jefe de Gobierno que ordenó no investigar, que perdió entre las llamas una caja con el rótulo de "Coimas Perú".
En una cámara oculta que se dio a conocer en 2014 se ve a Edgardo Castro, Inspector de la Subsecretaria de Trabajo CABA, con Fernando Cohen -Gerente operativo de inspección del GCBA-, donde se muestra que el mismo jefe de Gobierno porteño llamó a sus funcionarios para evitar clausuras del depósito de Iron Mountain. En el video ambos funcionarios le piden a un inspector que no investigue porque llamó Macri 
Se presentó un pedido de citación para el ministro de Desarrollo Económico del Gobierno de la Ciudad, Francisco Adolfo Cabrera, para que responda ante los legisladores sobre “las graves revelaciones que surgieron de la investigación judicial del caso Iron Mountain” y para que explique por qué el gobierno de Mauricio Macri “no sólo le otorgó a esa empresa un régimen de facilidades y exenciones impositivas sino que, además, existen denuncias sobre la existencia de un bloqueo a las denuncias de los inspectores que querían clausurar el depósito”.
En febrero de 2017, la Fiscalía Nacional en lo Criminal de Instrucción N.º 37 pidió al Juzgado Nacional en lo Criminal de Instrucción N.º 18, indagar a responsables de la empresa Iron Mountain y a funcionarios del Gobierno de la Ciudad de Buenos Aires de la Superintendencia Federal de Bomberos de la Policía Federal Argentina, por ... deficiencias, irregularidades, negligencias e incumplimientos por parte de la empresa que tenía a su cargo la explotación del establecimiento siniestrado, de diversos órganos de contralor y de terceros ...
En julio de 2017, la Sala VI de la Cámara Nacional en lo Criminal y Correccional de la Capital Federal revocó la resolución del juez Pablo Ormaechea que había declarado extinguida la acción penal por prescripción y, consecuentemente, había sobreseído al inspector Matías Griffo, al comisario inspector Raúl Arbor —ambos de la Superintendencia de Bomberos de la Policía Federal Argentina— y a Ignacio Miguel Aldamiz Echeverría —apoderado de la Firma Iron Mountain—.

## Víctimas
La Justicia difundió sus identidades: Damián Veliz, Eduardo Conesa, Maximiliano Martínez, Anahí Garnica (quien fue la primera mujer bombero de la Policía Federal Argentina) y Juan Matías Monticelli, del Cuartel I de Bomberos de la Policía Federal; Leonardo Arturo Day, jefe de Departamento Zona I de la Superintendencia Federal Bomberos de la Policía Federal; Julián Sebastián Campos, Bomberos Voluntarios Metropolitanos de Vuelta de Rocha, José Luis Méndez, del cuartel de Villa Domínico, y Pedro Baricola, de la Dirección General de Defensa Civil de la Ciudad de Buenos Aires.
La última víctima agonizó durante doce días, falleciendo finalmente el 17 de febrero. Se trataba de Facundo Ambrosi, bombero voluntario de Vuelta de Rocha.

## Reacciones
- El Jefe de Gabinete del país, Jorge Capitanich manifestó la conmoción y dolor del poder ejecutivo, que decretó dos días de duelo,[26]
- Por decisión del intendente José Eseverri, el gobierno municipal de Olavarría se sumó al duelo por la tragedia de Barracas.[27]
- El vocero de la Asociación de Fútbol Argentino, Ernesto Cherquis Bialo, anunció que debido al duelo nacional declarado por la tragedia, la presentación de las voces, la tecnología, la estética y el nuevo orden de la transmisión de Fútbol para todos (programa gubernamental) prevista para ese mismo mediodía se postergaría para el viernes 7 de febrero, cuando el dolor menguara.[28]
- En Twitter se compartieron numerosos tuits por parte de los cibernautas en nombre de los bomberos fallecidos entonces, como nueve guerreros, parte de un sacrificio supremo, como seres invalorables, siempre indispensables.[29]
- El papa Francisco envió una carta expresando sus condolencias y saludando a los compañeros y familiares de las víctimas.[30]

En febrero de 2014, pocos días después del incendio, la presidenta Cristina Fernández de Kirchner se reunió con familiares de las diez víctimas del incendio en el depósito de Iron Mountain.